# أدوبت مي!
أدوبت مي! هي لعبة فيديو كثيفة اللاعبين على الإنترنت طورتها أبلفت غيمز ونشرتها شركة روبلوكس على منصة تطوير ألعاب روبلوكس. صدرت عام 14 يوليو 2017 وتعمل على ويندوز، ماك أو إس، إكس بوكس ون، آي أو إس وأندرويد.
فكرة اللعبة هي رعاية أنواع مختلفة من الحيوانات الأليفة التي تفقس من البيض.

## تاريخ اللعبة
قبل عام 2018 كانت اللعبة مقتصرة على تبني الأطفال، مثل عدد من الألعاب التي سبقتها على منصة روبلوكس. كانت اللعبة ثمرة تعاون بين اثنين من مستخدمي روبلوكس، اتخذا اسميْ «Bethink» و«NewFissy»، وقد ازدادت شعبيتها حين أضيفت إليها خاصية رعاية الحيوانات الأليفة في صيف عام 2019، حتى تجاوز عدد مرات لعبها ثلاث مليارات مرة بحلول ديسمبر من العام نفسه.

## إحصائيات اللاعبين
بلغ الرقم القياسي لعدد لاعبي «أدوبت مي!» في آنٍ واحدٍ 1.92 مليونًا، كما يلعبها قرابة ثلث مستخدمي روبلوكس على أجهزة «إكس بوكس وان». وقد تسبّبت بعض خصائص اللعبة - كإتاحتها للاعبين شراء أغراض افتراضية بأثمان زهيدة - واستهدافها صغار الأطفال، في إنفاق بعضهم أموالًا  طائلة، بلغت في إحدى الحالات  8000 دولار أسترالي (أي نحو 6,348.88 دولارًا أمريكيًا)، أنفقها طفل في أستراليا على اللعبة.
وقد حققت أدوبت مي! انتشارًا واسعًا، بلغ حد وقوع أعطال فنية في منصة روبلوكس في كل مرة تطلق فيها اللعبة تحديثًا نوعيًا؛ إذ يمكن أن يتزايد عدد اللاعبين إلى ثلاثة أضعاف.